# 浅田優美
浅田 優美（あさだ ゆみ）は日本の作詞家、作曲家。

## 作詞した楽曲
- 伊織
  - 「莎花」
- 井上喜久子
  - 「TILES COMPLEX」
  - 「抱きしめて」
- 小田美智子
  - 「夢・幻・想」
- 桑島法子
  - 「BE FIGHT～だってヒロインだもん～」
- 今野宏美
  - 「ぬ・け・が・け」
- 坂本真綾
  - 「抱きしめて ～"click" in my heart～」
- 高橋美紀
  - 「Door ~風が吹く惑星で・・・」
- 能登麻美子
  - 「眠れ緋の華」

## 作曲した楽曲
- 岡本麻見
  - 「ハートの予感」
- 小田美智子
  - 「夢・幻・想」
  - 「シルクの溜め息」
- 今野宏美
  - 「ぬ・け・が・け」
- 鈴木麗子
  - 「Resolution」
- 満仲由紀子
  - 「あかるくいこうよ」
  - 「君がいれば、、、」